# David Mowat
David John Mowat  (né le 20 février 1957) est un homme politique du Parti conservateur au Royaume-Uni. Il est député de Warrington South de 2010 à 2017 ,. Il est nommé sous-secrétaire d'État parlementaire aux soins et au soutien au ministère de la Santé en juillet 2016 .

## Jeunesse
Mowat fréquente la Lawrence Sheriff School  et à un moment donné est dans la même classe que le député de rugby Mark Pawsey . Il étudie ensuite l'ingénierie à l'Imperial College de Londres .

## Carrière professionnelle
Après avoir obtenu son diplôme, Mowat se qualifie en tant qu'expert-comptable et rejoint le cabinet de conseil Accenture  où il devient finalement un associé directeur mondial .
Avant son élection au Parlement, Mowat est président de Fairbridge, une organisation caritative de Salford qui aide à améliorer les chances de vie des jeunes défavorisés . Mowat est également conseiller au conseil d'arrondissement de Macclesfield de 2007 à 2008 .

## Carrière parlementaire
Mowat est élu au Parlement pour la circonscription de Warrington South le 6 mai 2010 lors des élections générales de 2010 avec une majorité de 1 553 voix sur le candidat travailliste après que la députée travailliste sortante Helen Southworth ait décidé de ne pas se représenter . Il est réélu en 2015 avec une majorité accrue. Il est battu aux élections générales britanniques de 2017, perdant face au candidat travailliste Faisal Rashid.
Mowat est membre du Scottish Affairs Select Committee de 2010 à 2012 et siège également au comité mixte chargé d'examiner le projet de loi sur les services financiers . Il est administrateur de la Caisse de retraite de la Chambre des communes et siège au conseil d'administration du Bureau parlementaire pour la science et la technologie, l'organe consultatif non partisan sur la politique scientifique et technologique au sein du Parlement .
Il est vice-président de la Rugby League  et des Nuclear Power Groups . Il est coprésident du groupe multipartite sur le rééquilibrage de l'économie britannique et président de l'APPG de l'industrie de l'aluminium britannique en 2013.
Le 10 septembre 2012, Mowat est nommé Secrétaire parlementaire privé du Secrétaire financier du Trésor, Greg Clark et le suit au Cabinet Office à la suite d'un remaniement en 2014. Mowat quitte son poste en 2015.
Mowat est opposé au Brexit avant le référendum de 2016. À la suite de la nomination de Theresa May au poste de Premier ministre en juillet 2016, Mowat est nommé au ministère de la Santé en tant que sous-secrétaire d'État parlementaire aux soins et au soutien.